# Сараяс, Анна-Мари
Анна-Мари Сараяс (фин. Annamari Sarajas; 12 октября 1923, Нивала — 3 января 1985, Хельсинки) — финский литературовед, профессор финской литературы. Доктор философии (1957). Член Финской Академии науки и литературы (с 1974). Лауреат Государственной литературной премии Финляндии 1981 года.

## Биография
Магистр искусств (1948). В 1957—1967 годах работала преподавателем в Хельсинкском университете, в 1967—1968 гг. — доцент на кафедре финской литературы в альма-матер. В 1957 году защитила докторскую диссертацию на тему Suomen kansanrunouden tuntemus 1500—1700 -lukujen kirjallisuudessa (Исследование финской народной поэзии и литературы 1500—1700-х годов).
28 июня 1968 года назначена лично президентом Урхо Кекконеном профессором финской литературы университета в Хельсинки. Работала на этом посту до смерти в 1985 году.
Одновременно занимала должность заведующей отдела культуры газеты «Новая Финляндия» (Uusi Suomi).
Член правления, заместитель председателя (1973—1980), председатель комитета по литературе, член Общества финской литературы.

## Научная деятельность
Много лет занималась вопросами эстетики в современной и финской литературе.
Труды А.-М. Сараяс, посвящены, в основном, русско-финским литературным взаимоотношениям, в России хорошо известны; они активно используются российскими историками финской литературы.

## Избранные публикации
- Suomen kansanrunouden tuntemus 1500-1700-lukujen kirjallisuudessa, väitöskirja. WSOY 1956
- Elämän meri: Tutkielmia uusromantiikan kirjallisista aatteista. WSOY 1961
- Viimeiset romantikot: Kirjallisuuden aatteiden vaihtelua 1880-luvun jälkeen. WSOY 1962
- «Pohjoisen Suomen kuvaajia.» Suomen kirjallisuus V. SKS / Otava 1965
- Suomalainen proosa Lehtosesta Sillanpäähän. Otava 1966
- Tunnuskuvia: Suomen ja Venäjän kirjallisen realismin kosketuskohtia. WSOY 1968
- umituisku — venäläinen aihelma. Opuscula de poesi Fennica 1. Institutum domesticarum litterarum Universitatis, Helsinki 1970
- Orfeus nukkuu: Tutkielmia kirjallisuudesta. Porvoo Helsinki Juva: WSOY, 1980. ISBN 951-0-09629-6.